# Абусір
Абусі́р-ель-Меле́к (Абусір, з давньоєгип. Дім Осіріса) — населений пункт в Єгипті, південніше Каїра, на північ від некрополя стародавнього Мемфіса.
У селищі відкриті погребальні комплекси фараонів 5 династії (середина III тис. до н. е.) Сахура (заупокійний храм з двоколонними портиками, храм піраміди з відкритим двором, обмежена пальмовидними колонами невелика піраміда), Неусерра та Неферіркара (піраміда сягала висоти 70 м, архітектор Уатптах) — всі будівлі з вапняку з обробкою базальтом, алебастром, гранітом. Фрагменти настінних кам'яних рельєфів (сцени полювання фараона в пустелі, повернення зі здобиччю із військових походів тощо).
На південь, в Абу-Гуроб, відкритий великий храм бога сонця Ра (побудований при Неусерра), з'єднувався довгим коридором з храмом, що розташований в долині. У дворі храму Ра — монолітний гранітний обеліск, вівтар, мастаби єгипетської знаті. Могильник енеолітичної негадської культури. За часів перших Птолемеїв неподалік було зведено місто-храм Тапосіріс-Магна.

## Клімат
Село знаходиться у зоні, котра характеризується кліматом тропічних пустель. Найтепліший місяць — липень із середньою температурою 28.4 °C (83.1 °F). Найхолодніший місяць — січень, із середньою температурою 13.6 °С (56.5 °F).
| Клімат Абусіра          | Клімат Абусіра | Клімат Абусіра | Клімат Абусіра | Клімат Абусіра | Клімат Абусіра | Клімат Абусіра | Клімат Абусіра | Клімат Абусіра | Клімат Абусіра | Клімат Абусіра | Клімат Абусіра | Клімат Абусіра | Клімат Абусіра |
| Показник                | Січ.           | Лют.           | Бер.           | Квіт.          | Трав.          | Черв.          | Лип.           | Серп.          | Вер.           | Жовт.          | Лист.          | Груд.          | Рік            |
| Середня температура, °C | 13,6           | 15             | 17,5           | 21,7           | 25,1           | 27,6           | 28,4           | 28,2           | 26,6           | 23,9           | 19,3           | 15,1           | 21,8           |
| Норма опадів, мм        | 5.1            | 3.7            | 2.1            | 0.9            | 0.4            | 0              | 0              | 0              | 0              | 0.5            | 2.3            | 4.8            | 19.8           |
| Днів з опадами          | 3,5            | 2,7            | 1,9            | 0,9            | 0,4            | 0              | 0              | 0              | 0,1            | 0,5            | 1,1            | 2,5            | 13,6           |
| Вологість повітря, %    | 61.5           | 56.8           | 53.5           | 45.1           | 43.1           | 46.4           | 54.3           | 58.1           | 57.7           | 57.2           | 60.4           | 61.8           | 54.7           |
| ----------------------- | -------------- | -------------- | -------------- | -------------- | -------------- | -------------- | -------------- | -------------- | -------------- | -------------- | -------------- | -------------- | -------------- |
| Джерело: Weatherbase    |                |                |                |                |                |                |                |                |                |                |                |                |                |

## Галерея

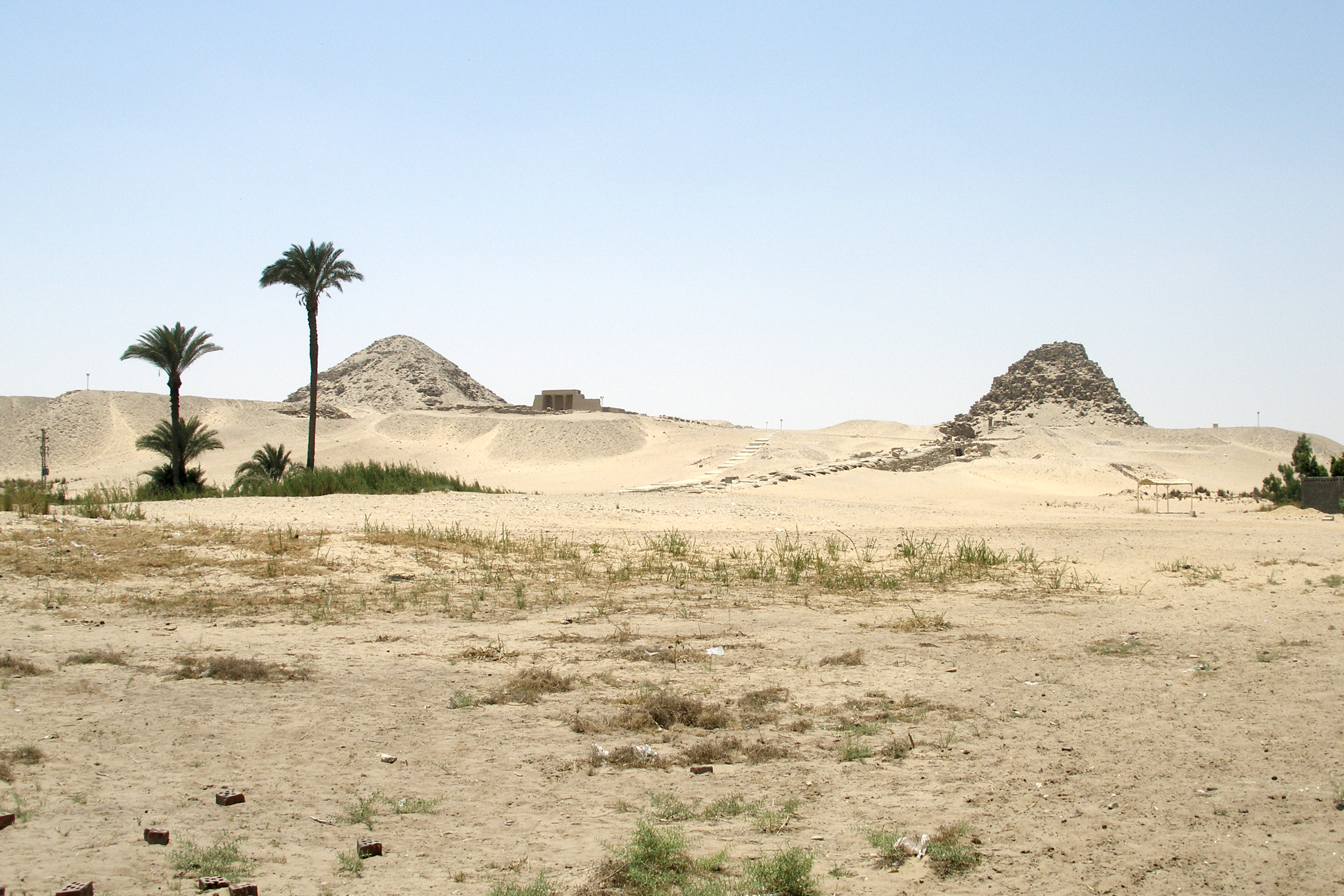
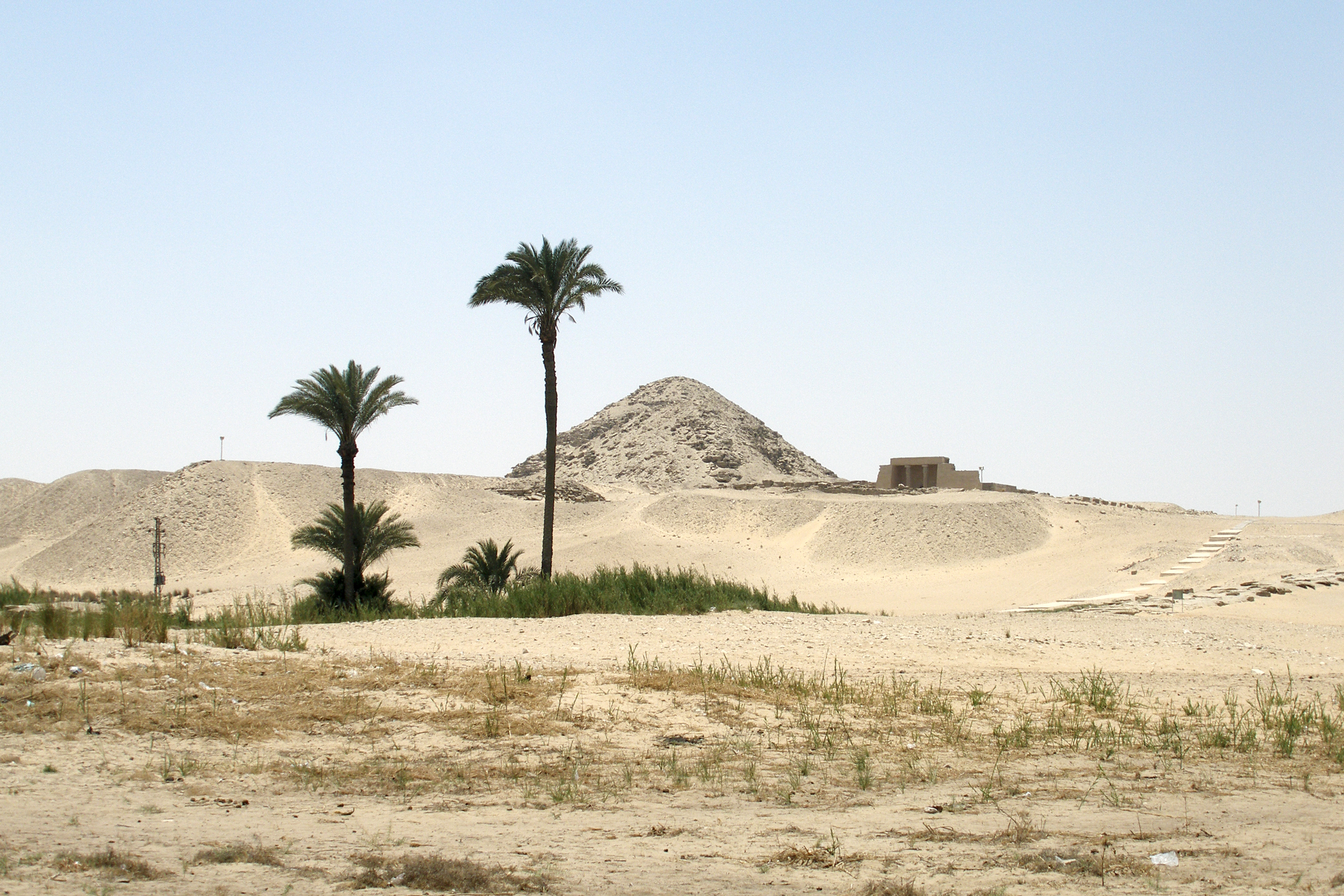
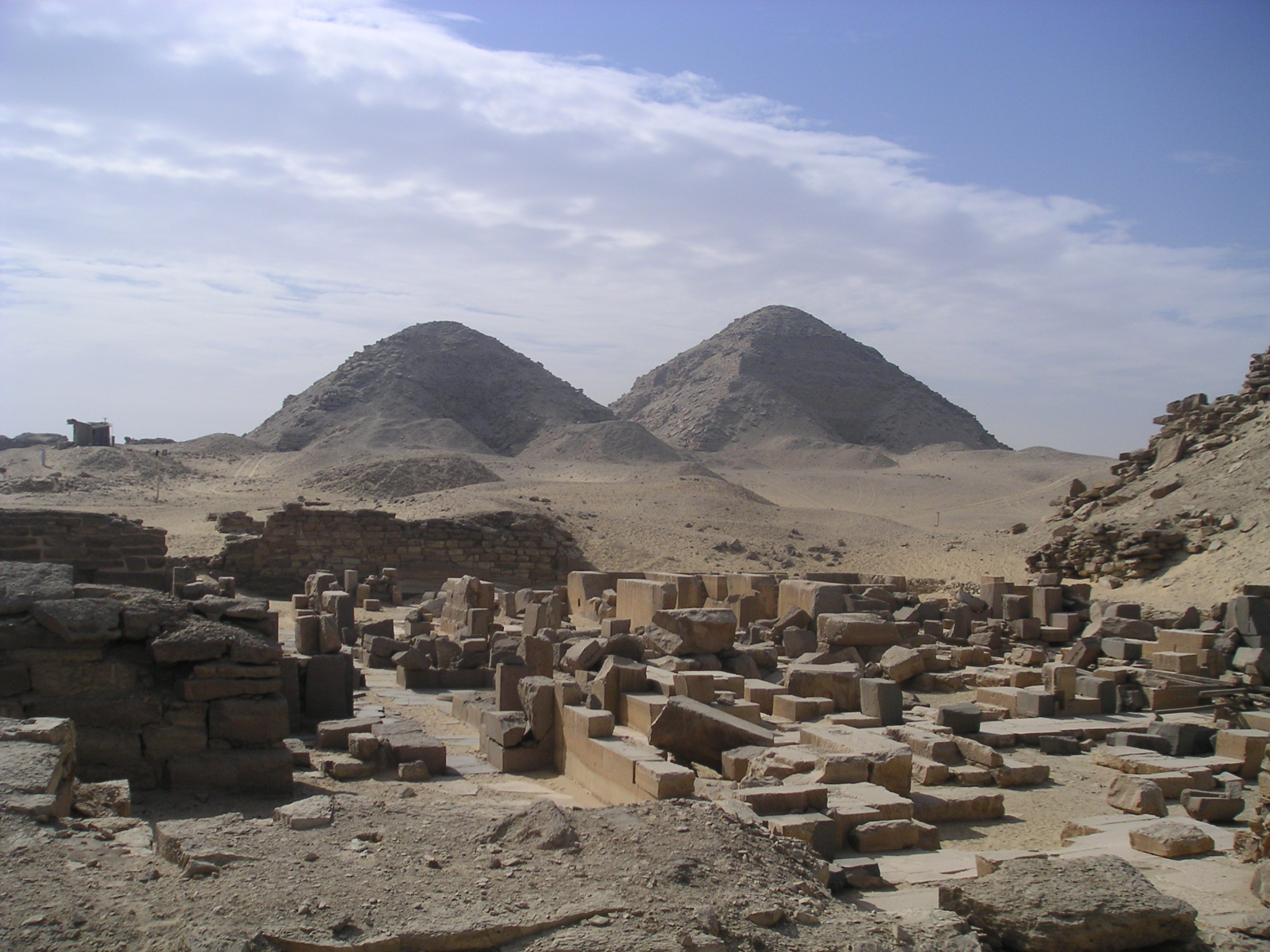
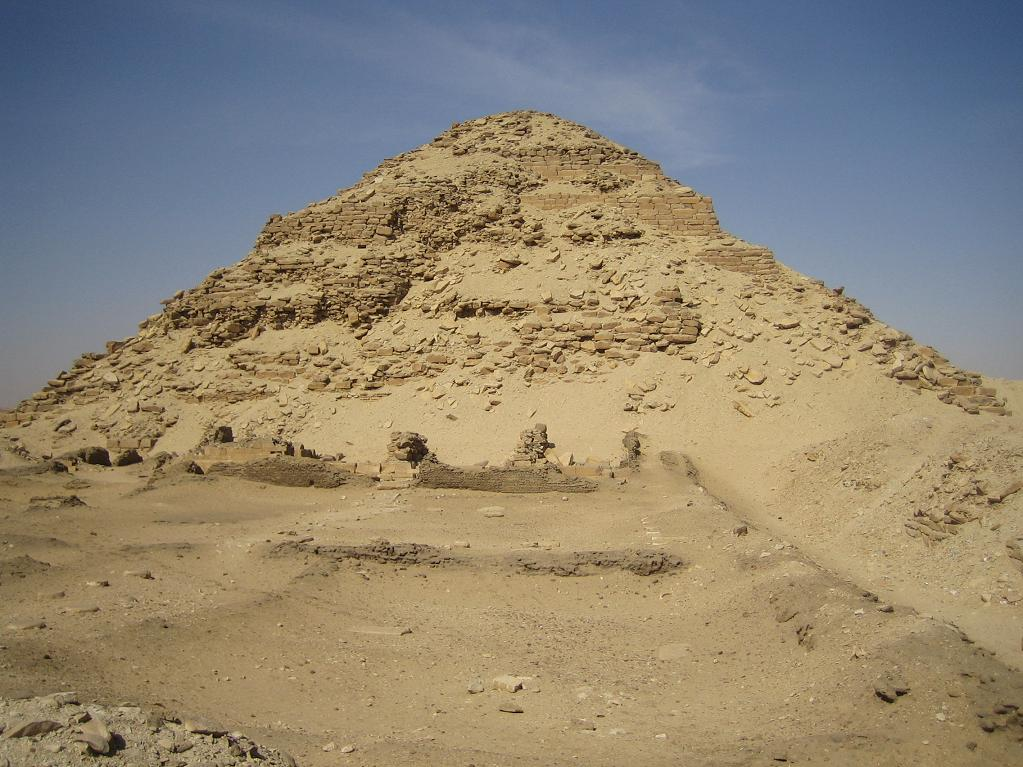
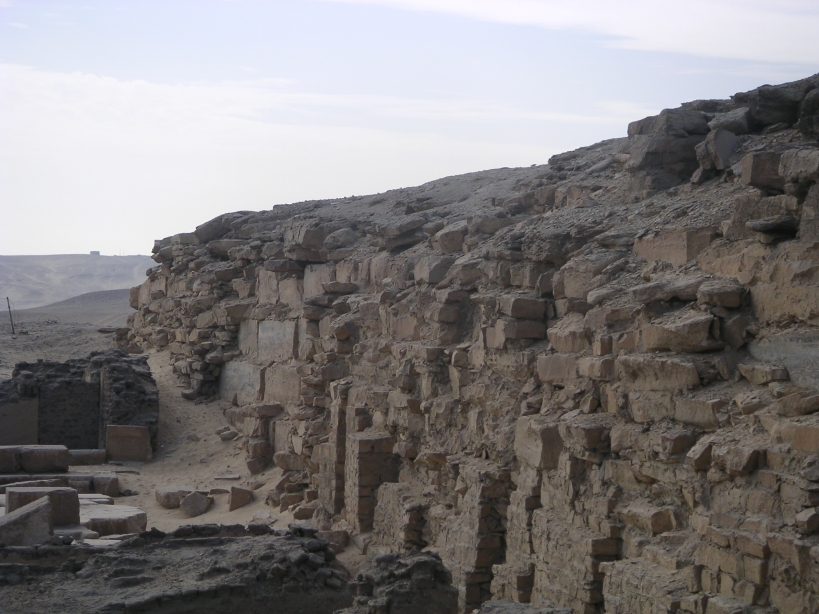
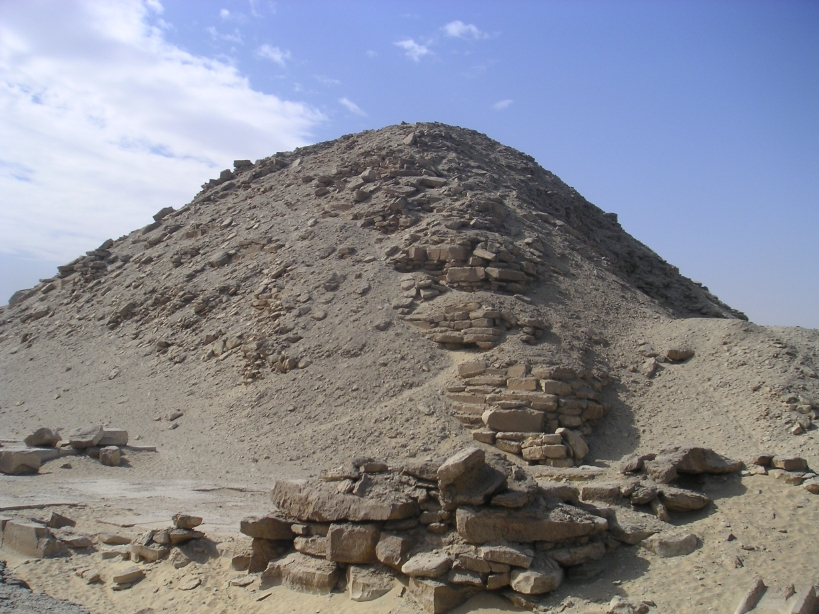
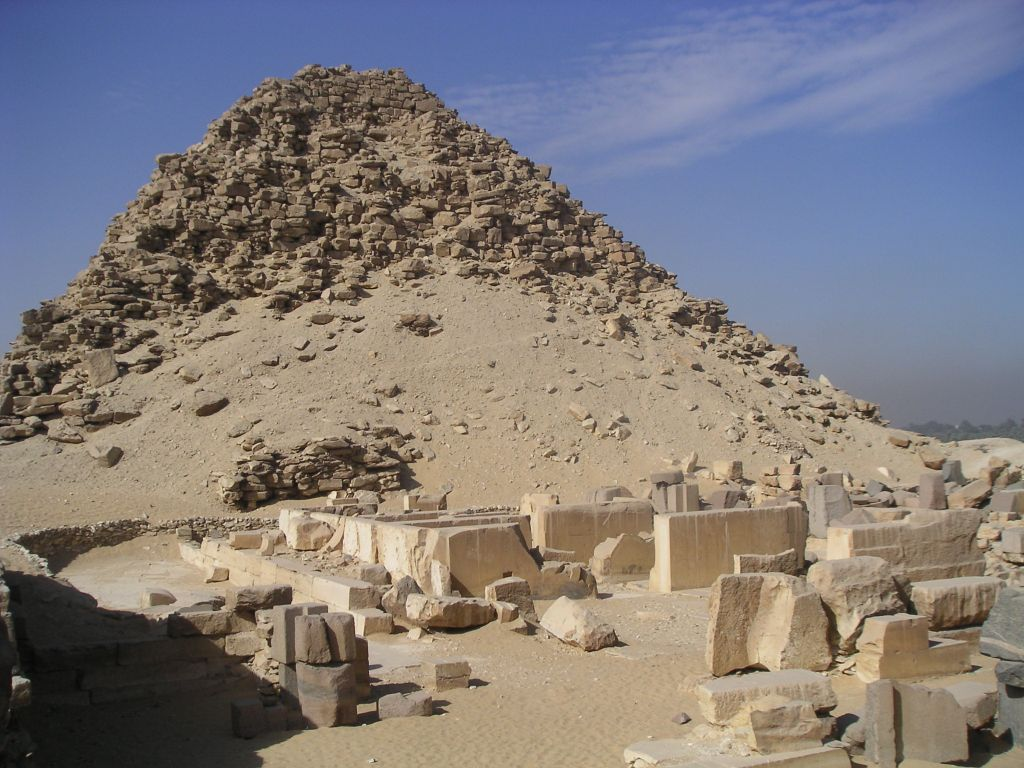
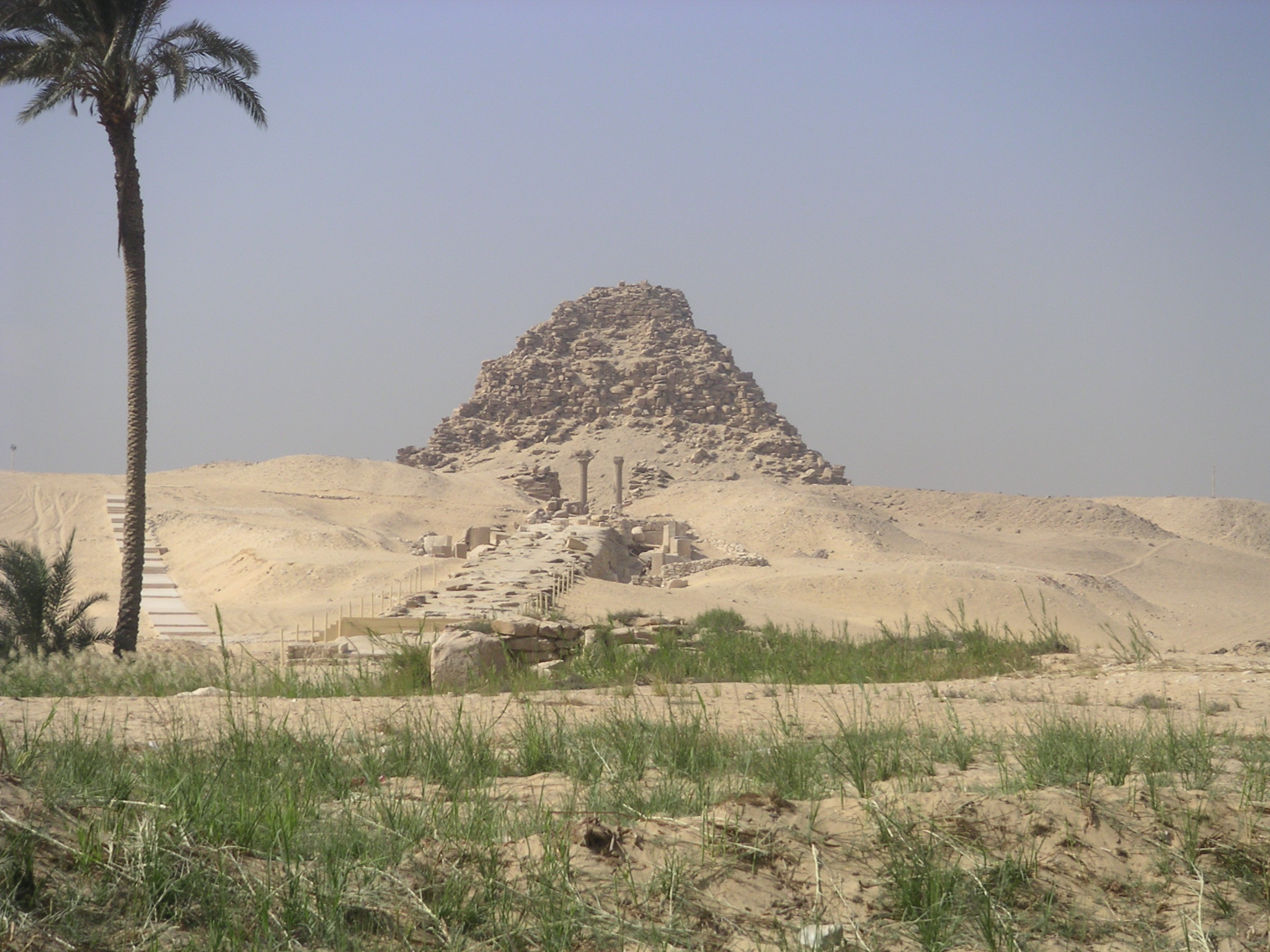
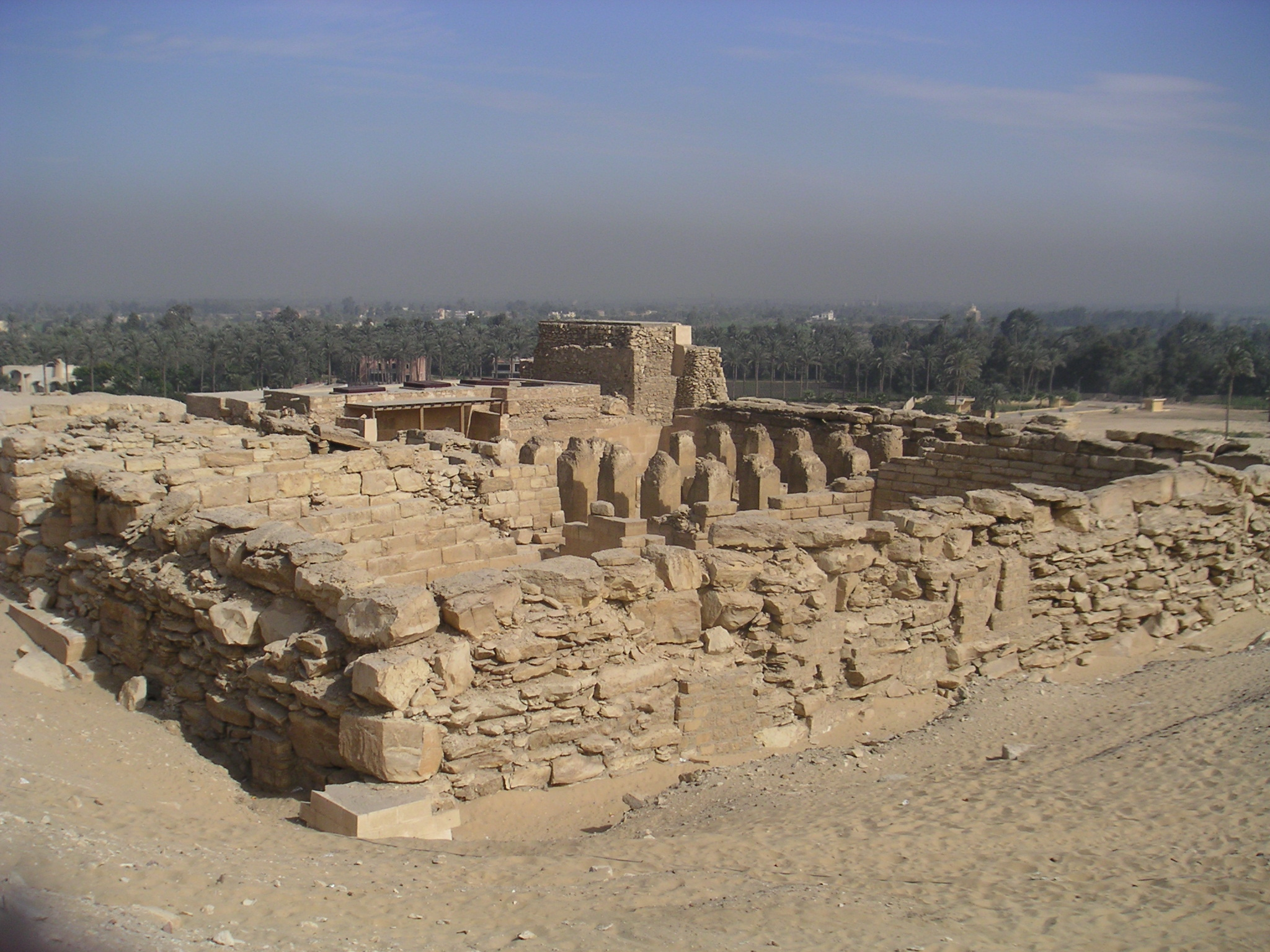
Mastaba di Ptahshepses
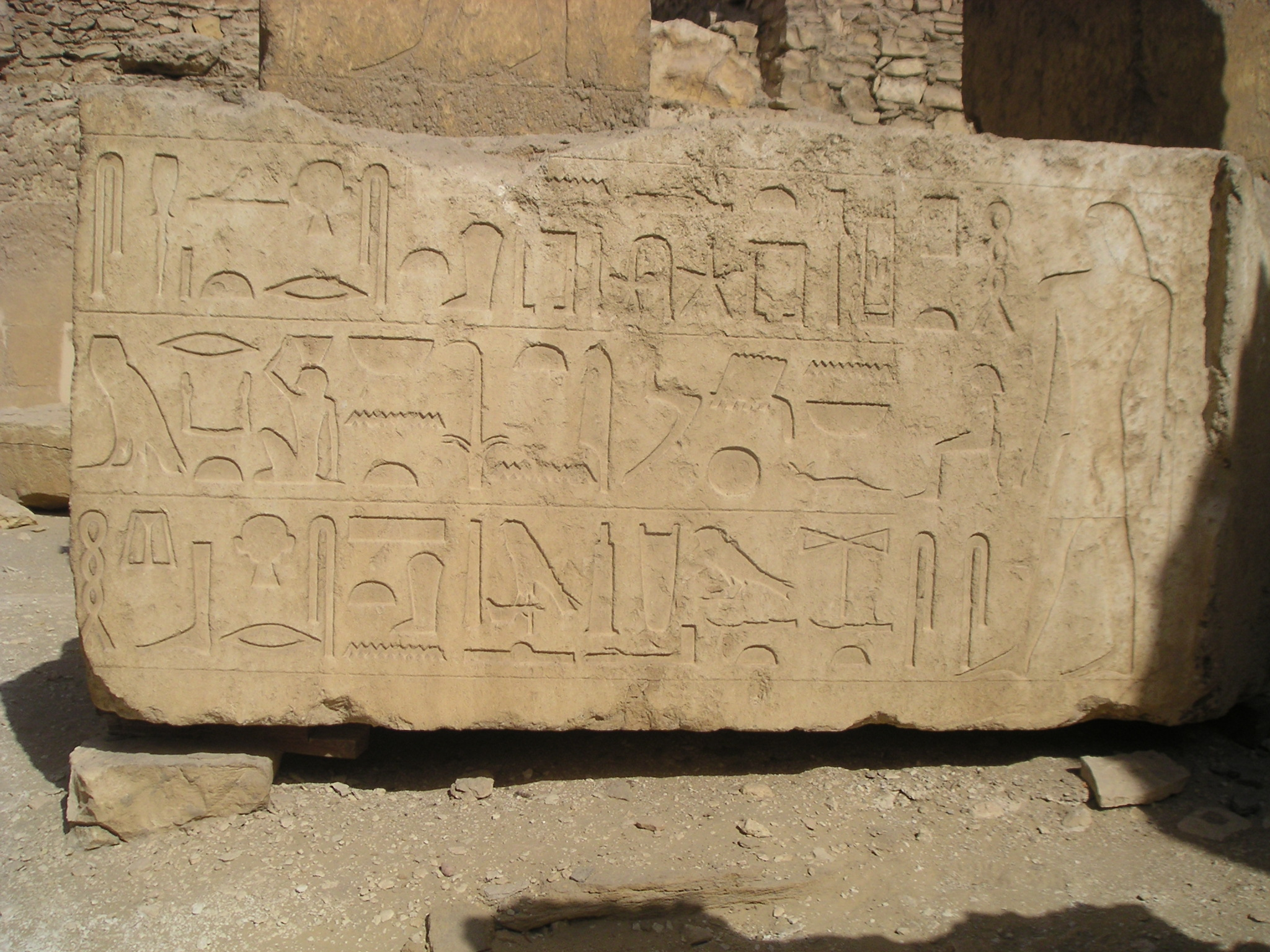
Frammento di architrave, mastaba di Ptahshepses
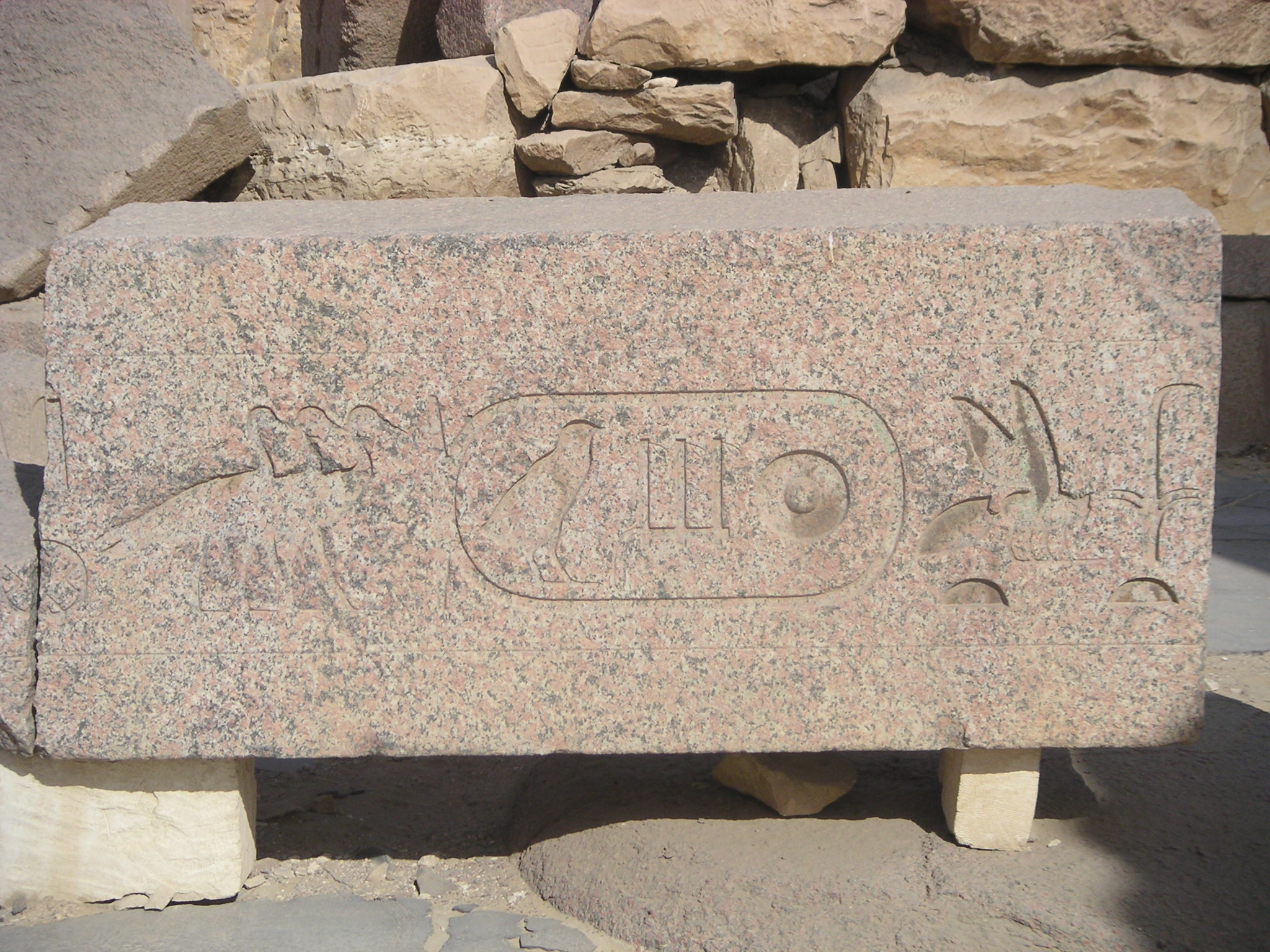
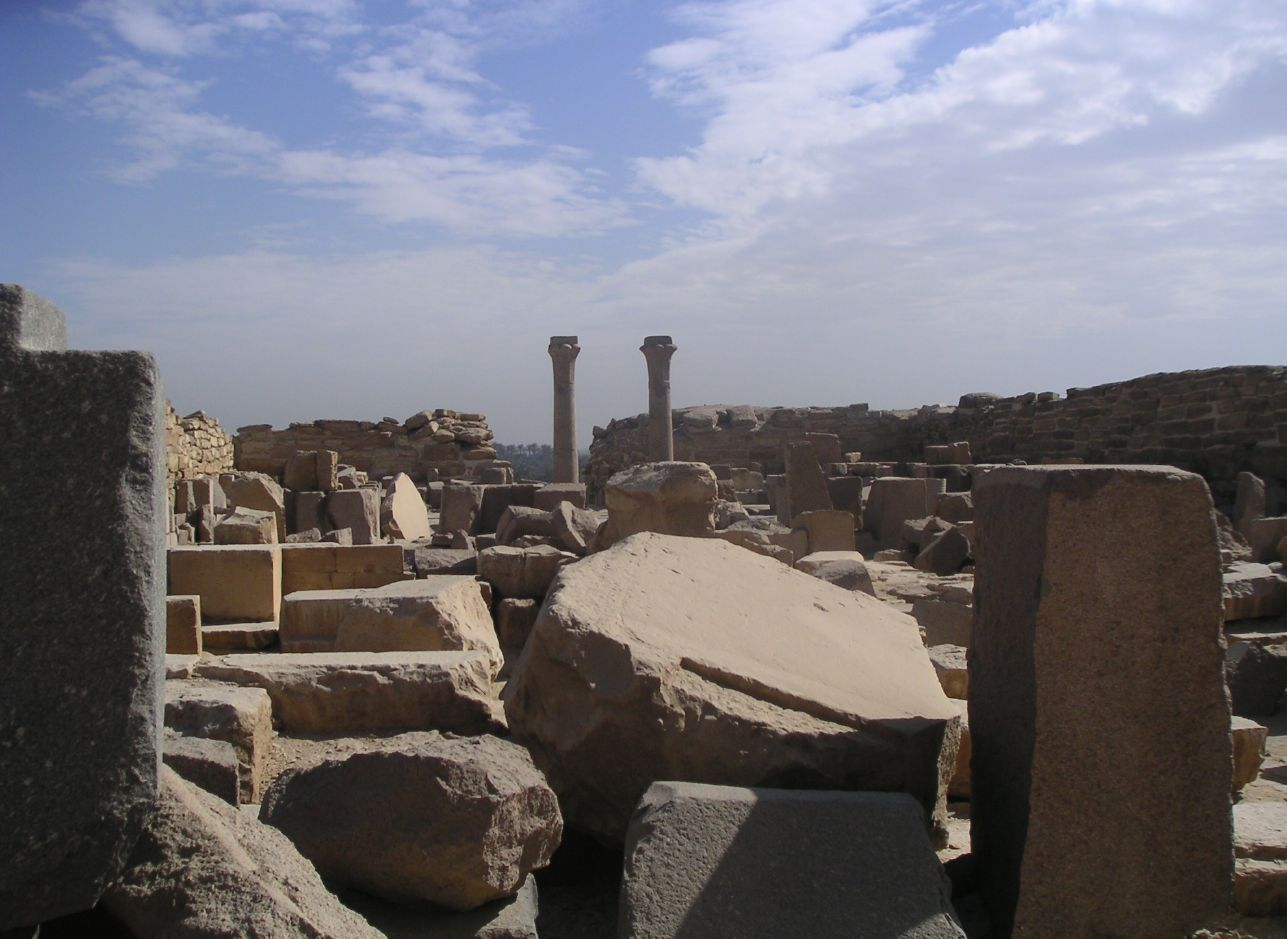
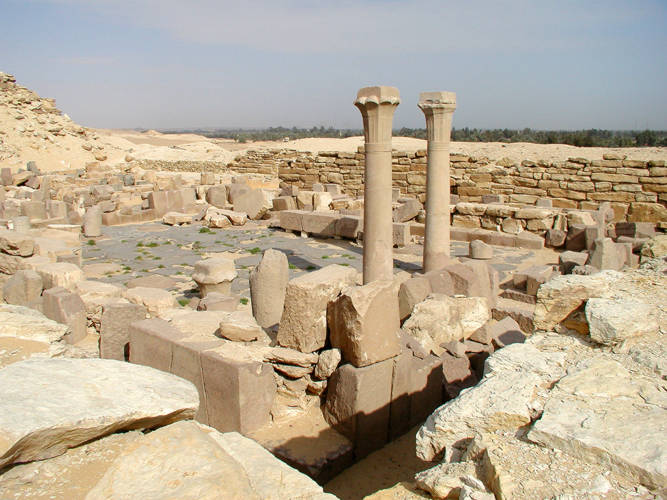
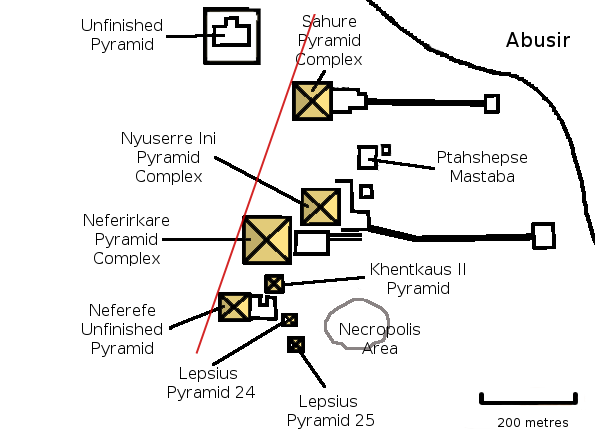